# Sandra de Deus
Sandra Maria Carvalho Rodrigues de Deus (Governador Eugênio Barros, 23 de abril de 1971), mais conhecida como Sandra de Deus, é uma advogada e política brasileira. Ela foi deputada estadual do Maranhão (1999-2003) e primeira-dama de Timon (1997-2001).

## Carreira política
Começou sua carreira política em 1998 ao ser eleita deputada estadual pelo PSC.